# Selatrað
Selatrað (dánul: Selletræ) település Feröer Eysturoy nevű szigetén. Közigazgatásilag Sjóv községhez tartozik.

## Földrajz

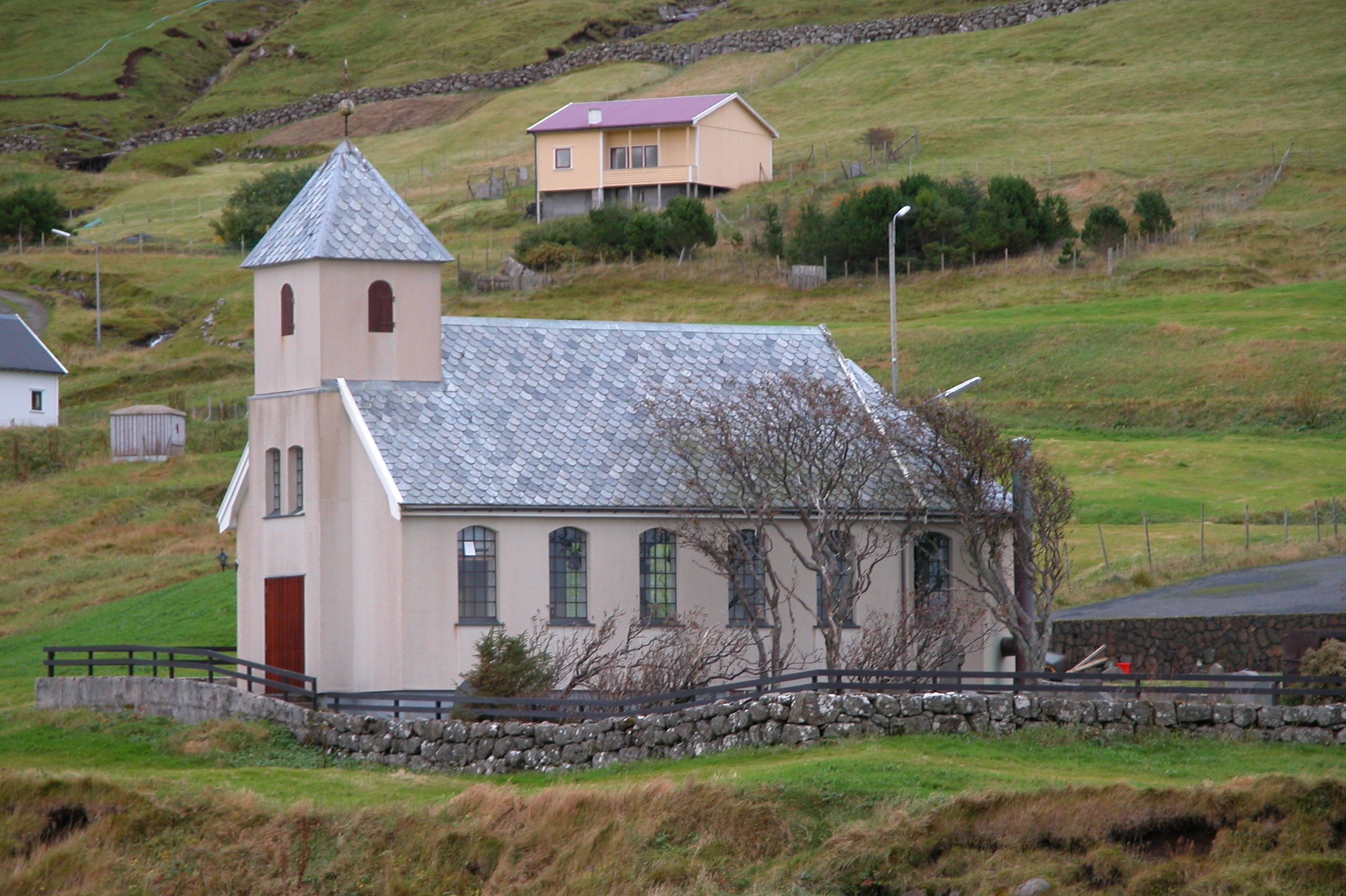
A templom

A falu a sziget nyugati oldalának déli részén, a Sundini partján fekszik. Házai a domboldalban szétszórtan épültek, és nincsenek olyan közel egymáshoz, mint a legtöbb feröeri településen.

## Történelem
Első írásos említése az 1350-1400 között írt Kutyalevélben található.
A Selatrað fölötti ültetvényt 1913-ban hozták létre. A templom 1927-ben épült.

## Népesség
| Év          | Lakosság |
| ----------- | -------- |
| 1986.01.01. | 79       |
| 1991.01.01. | 76       |
| 1996.01.01. | 68       |
| 2001.01.01. | 65       |
| 2006.01.01. | 62       |

## Közlekedés
Selatrað és Hósvík között közlekedett egykor a Streymoyt Eysturoyjal összekötő komp, így a teljes forgalom áthaladt a településen. A Streymin-híd megépülte után ez a forgalom megszűnt.
Selatrað zsáktelepülés: az egyetlen út déli irányba, Strendur felé vezet. Az Autóbusz-összeköttetést a 482-es járat biztosítja Strendur irányába.

## Turizmus
A településen található egy cserkészotthon, ami egyben ifjúsági szállásként is működik. 200 fő befogadására képes, túlnyomórészt sátrakban.

### Külső hivatkozások
- faroeislands.dk – fényképek és leírás (angol)
- Selatrað, Visit Eysturoy (feröeri, angol)
- Panorámakép a mezőről[halott link] (dán)
- Selatrað, fallingrain.com (angol)
- A cserkészotthon honlapja[halott link] (feröeri)